# Jürgen Girgensohn
Jürgen Girgensohn (né le 21 août 1924 à Cassel et mort le 24 juillet 2007 à Nottingham) est un homme politique allemand (SPD). De 1970 à 1983, il est ministre de l'Éducation de Rhénanie-du-Nord-Westphalie.

## Biographie
À partir de 1934, Girgensohn est allé au lycée de Soest, mais n'a pu passer l'Abitur qu'en 1947, après le service de travail, le service militaire et la captivité.
De 1943 à 1945, il est soldat de chars sur le front de l'Est. Il appartient à la division SS "Wiking". À propos de son temps en tant que SS Rottenführer, il déclare dans une interview télévisée: «Nous avons été vraiment entraînés pendant notre formation, si vous voulez, avec des moyens parfois très brutaux. Tout le monde ne l'a pas bien pris. Il y en avait aussi qui voulaient sortir de là, qui ne pouvaient s'empêcher de se suicider. "(Götz Aly a découvert le passé SS et ainsi mis Girgensohn sous pression)
Ses expériences de la guerre et les conséquences de la guerre le façonne en tant que personne et en tant qu'homme politique. Il prend part aux marches de Pâques, représente une attitude pacifiste et devient membre des Quakers allemands. Il fait preuve d'une «tolérance active» en tant que supérieur de milliers d'enseignants qui sont descendus dans la rue contre la double résolution de l'OTAN pendant les cours. Sa sympathie pour le mouvement pacifiste vers la fin de son mandat est documentée dans un décret sur l'éducation à la paix.
Après la guerre, Jürgen Girgensohn commence à étudier à l'Université d'éducation de Dortmund . Après avoir terminé ses études, il entre à l'école publique comme enseignant en 1952. De 1959 à 1967, il travaille comme professeur d'école secondaire à l'école secondaire d'Oberaden à Bergkamen, à partir de 1965 comme directeur adjoint.
Girgensohn est marié et a deux enfants.

## Parti politique
En 1950, Girgensohn rejoint le SPD et y occupe divers postes au sein du conseil d'administration. Entre autres, il est membre du conseil du district de Westphalie-Occidentale de 1967 à 1984 et en est vice-président à partir de 1972.

## Parlementaire
Girgensohn est de 1952 à 1956 le représentant des citoyens à Kamen, depuis 1956 membre du conseil d'arrondissement et à partir de 1959 administrateur adjoint de l'arrondisssement. De 1966 à 1985, il est également membre du Landtag de Rhénanie-du-Nord-Westphalie.

## Autres mandats

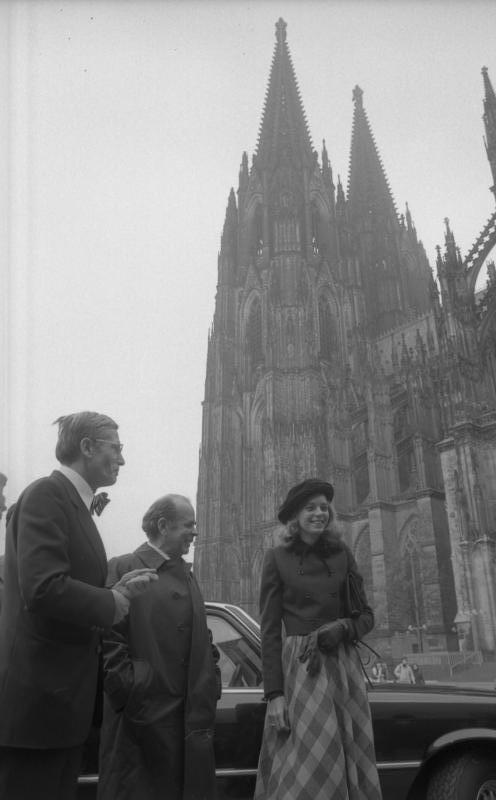
Jürgen Girgensohn, le 7 novembre 1978 lors de la visite d'État du roi Hussein et de la reine Noor al-Ḥussain en République fédérale d'Allemagne. De gauche à droite: Hugo Borger, Jürgen Girgensohn et la reine Noor al-Ḥussain. En arrière-plan, la cathédrale de Cologne.

De 1964 à 1970, Girgensohn est administrateur de l'arrondissement d'Unna.
Le 8 En décembre 1970, il est nommé ministre de l'Éducation dans le gouvernement de l'État de Rhénanie-du-Nord-Westphalie dirigé par le ministre-président Heinz Kühn.
La pièce maîtresse de la politique scolaire sociale-démocrate en Rhénanie-du-Nord-Westphalie sous Girgensohn est la tentative d'introduire le nouveau type d'école polyvalente dans tout l'État. Il y a une vive résistance à l'introduction obligatoire des écoles polyvalentes. En public, on parle de «lutte scolaire». Cela s'accumule en 1978. La nouvelle loi scolaire, qui est introduite contre la volonté mais finalement avec l'approbation du partenaire de la coalition FDP, trouve une majorité au Landtag, mais pas dans la population.
L'opposition CDU, les associations d'enseignants appartenant à l'Association allemande des fonctionnaires - en particulier l'Association allemande des philologues et le Realschullehrerverband -, les associations de parents conservateurs - en particulier les parents des lycées - et les églises organisent de grands rassemblements et des campagnes de tracts. Une initiative «Stop KOOP» est formée et recueille du 16 février au 1er mars 1978 plus de 3,6 millions de signatures contre l'école polyvalente coopérative et dépasse de loin l'obstacle de 20% applicable à l'époque pour un référendum.  La nouvelle loi scolaire est empêchée. La politique scolaire globale de Girgensohn échoue et le système scolaire structuré est conservé.
Au cours de son mandat, il y a également de violentes disputes sur les effets du décret dit radical, qu'il hésite à appliquer.
Dans le cadre de la désélection d'Ilse Brusis à la tête de l'État de l'Union de l'éducation et de la science (GEW), le syndicat est publiquement accusé d'avoir "apparemment été repris par des radicaux et des communistes". Les membres du cabinet qui sont membres du GEWs ont ensuite publiquement priés de partir. Girgensohn répond: «Je ne démissionnerai pas de mon syndicat, je serai tout au plus exclu! "
Après un long mandat au cours duquel il est également très controversé, Girgensohn démissionne le 25 octobre 1983 de ses fonctions. Hans Schwier est son successeur.

## Cabinets
Jürgen Girgensohn est membre des cabinets suivants dans l'État de Rhénanie du Nord-Westphalie:
- Cabinet Kühn II - Cabinet Kühn III - Cabinet Rau I - Cabinet Rau II